# شمال و جنوب (فیلم)
شمال و جنوب (انگلیسی: North and South) فیلمی هندی است که در سال ۱۹۸۷ منتشر شد. از بازیگران آن می‌توان به راجینیکانت، جکی شروف، انوپم کهیر و مدوری دیکشیت اشاره کرد.